# Henderson (Nevada)
Pour les articles homonymes, voir Henderson.
Henderson est une ville des États-Unis située dans l'agglomération de Las Vegas, État du Nevada, dans le comté de Clark. C'est la ville qui a la plus forte croissance (économique ? démographique ?)[Quoi ?] du pays : sa population selon le recensement de 2000 était de 175 381 habitants, depuis 2017 elle est passée à 307 928 habitants. Elle est également considérée comme une des villes qui a la meilleure qualité de vie et le plus faible taux de criminalité du pays.

## Histoire

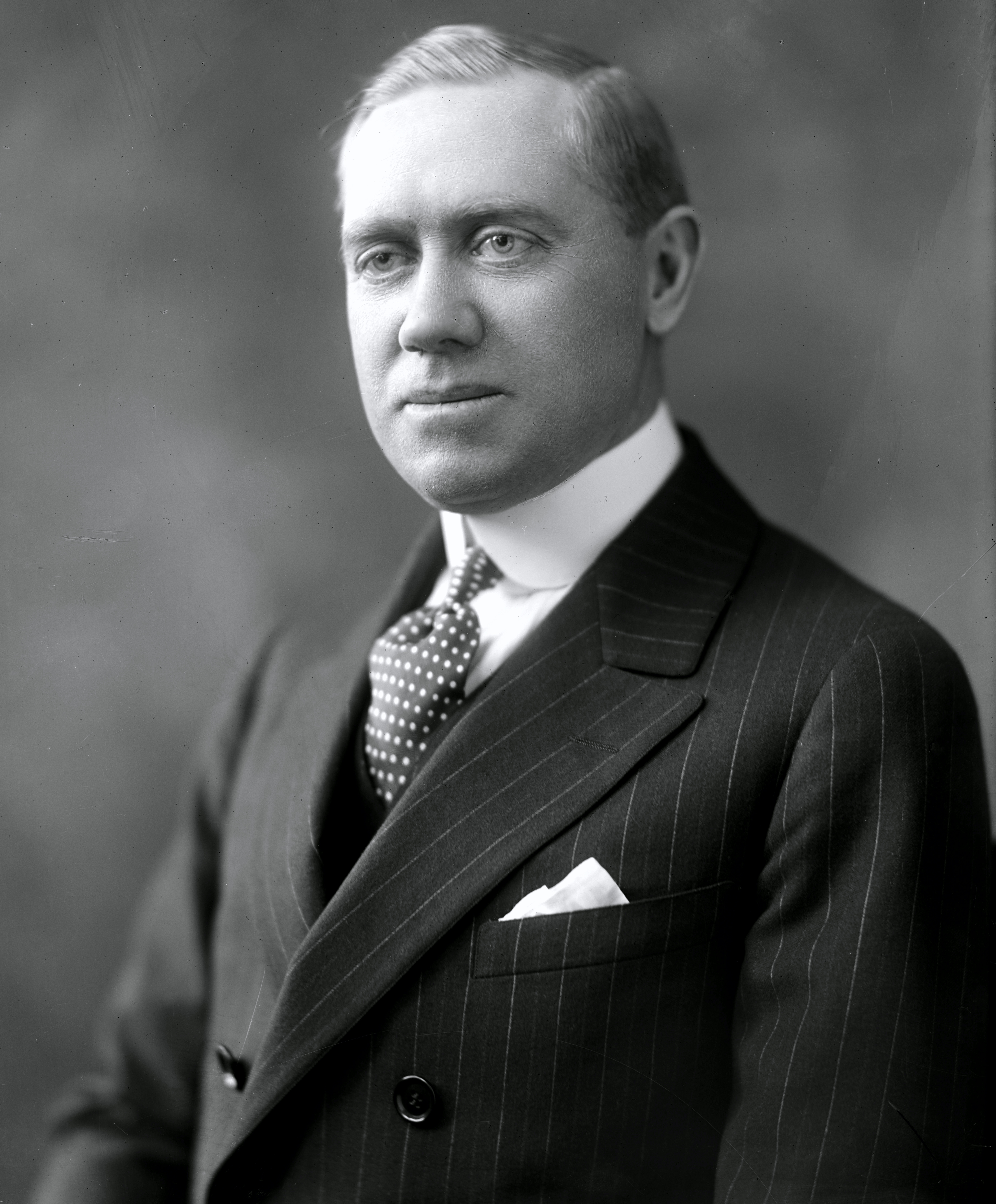
Henderson a été nommé en l'honneur du sénateur américain Charles Henderson.

Le canton de Henderson est apparu pour la première fois dans les années 1940 pendant la Seconde Guerre mondiale avec la construction de l'usine Basic Magnesium Inc.(BMI). Henderson est rapidement devenu le principal fournisseur de magnésium aux États-Unis, appelé « le métal miracle » de la Seconde Guerre mondiale. L'usine a fourni au Département de la Guerre des États-Unis, du magnésium pour fabriquer des enveloppes de munitions incendiaires et des moteurs d'avion, des cadres et autres pièces. Un quart du magnésium des États-Unis en temps de guerre provenait de l'usine de Henderson, pour renforcer l'aluminium, utilisant 25% de l'énergie du barrage Hoover pour séparer le métal de son minerai par électrolyse. Le grand-père du maire Jim Gibson, Fred D. Gibson, était l'un des premiers ingénieurs envoyés en Grande-Bretagne pour apprendre le secret de la création du « métal miracle » qui aiderait éventuellement les États-Unis et leurs alliés à remporter la guerre. L'officier de liaison britannique envoyé à Henderson, le major Charles Ball, a une rue qui porte son nom. On craignait que « Ball Street » ne sonne pas, alors la rue s’appelle « Major Avenue ».
BMI a, par la suite, fourni de l'eau à Las Vegas par l'entremise du Las Vegas Valley Water District.

## Culture
La ville présente toutes sortes de loisirs : centres commerciaux, cinémas, restaurants, hôtel-casino... 
En 1997, l'entreprise Kaufman & Broad a dessiné les plans et construit une version réelle de la maison des Simpson, grâce à une subvention de la chaîne Fox et de la firme Pepsi. Elle se situe 712 Red Bark Lane. À la suite d'un concours, elle est maintenant la propriété d'une retraitée de 63 ans, Barbara Howard.

## Économie
La ville profite du tourisme et des jeux du fait de sa proximité avec Las Vegas.

## Démographie
Selon l'American Community Survey, pour la période 2011-2015, 82,08 % de la population âgée de plus de 5 ans déclare parler l'anglais à la maison, 9,17 % l'espagnol, 2,16 % le tagalog, 0,79 % une langue chinoise et 5,81 % une autre langue.
| Groupe            | Henderson | Nevada | États-Unis |
| ----------------- | --------- | ------ | ---------- |
| Blancs            | 76,9      | 66,2   | 72,4       |
| Métis             | 4,8       | 4,7    | 2,9        |
| Autres            | 4,8       | 12,0   | 6,2        |
| Amérindiens       | 2,4       | 1,2    | 0,9        |
| Asiatiques        | 7,2       | 7,2    | 4,8        |
| Afro-Américains   | 5,1       | 8,1    | 12,6       |
| Océaniens         | 0,6       | 0,6    | 0,2        |
| Total             | 100       | 100    | 100        |
| Latino-Américains | 14,9      | 26,5   | 16,7       |

## Sport

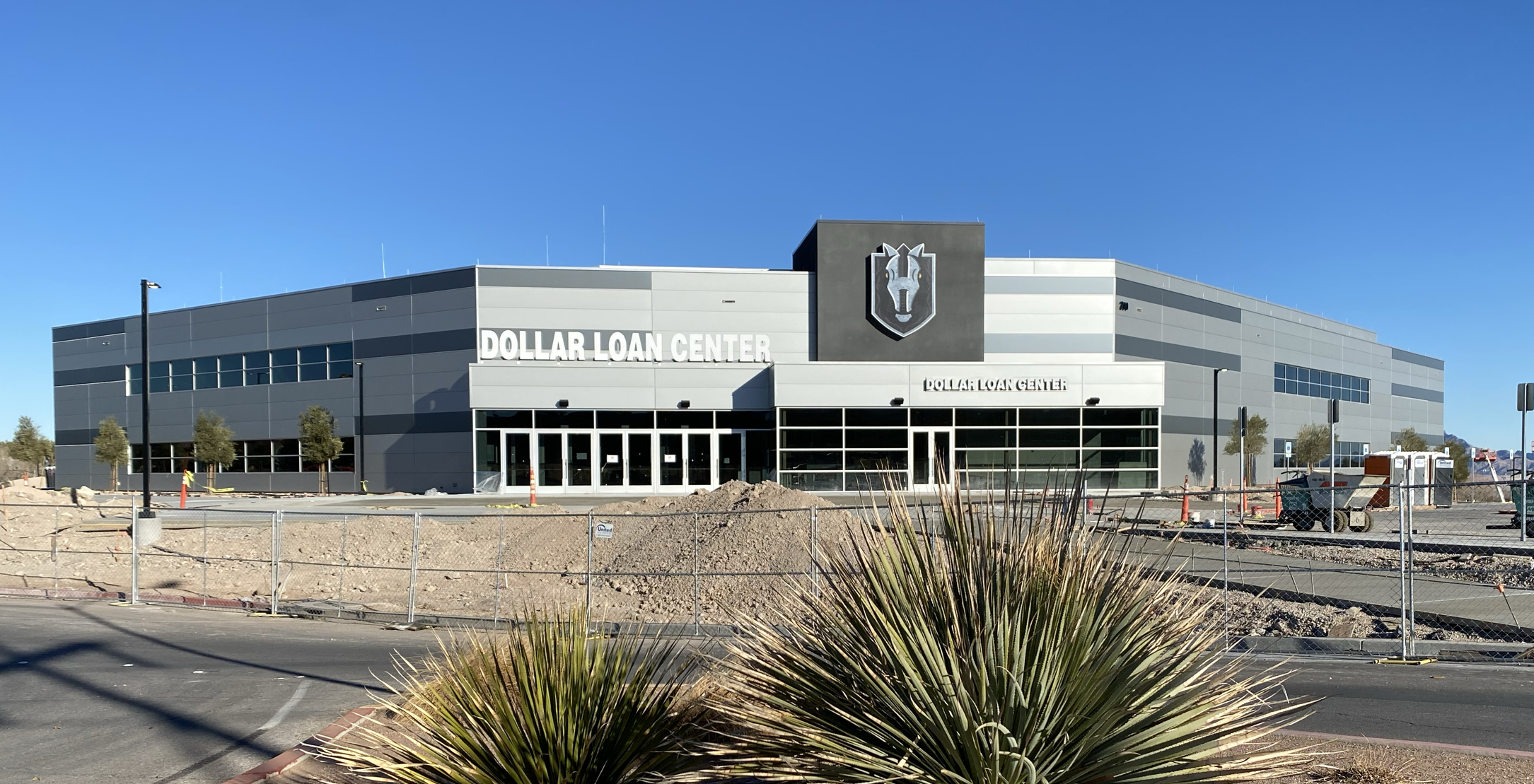
Dollar Loan Center.

Henderson abrite le siège des Raiders de Las Vegas évoluant en NFL. La ville abrite également le siège des Aces de Las Vegas évoluant en WNBA.
Les Silver Knights de Henderson de la Ligue américaine de hockey jouent au Dollar Loan Center (en). L'arène abrite également les Knight Hawks de Vegas de l'Indoor Football League et l'Ignite de la NBA G League.

## Personnalités liées à la ville
- L'acteur Tony Curtis y est décédé le 29 septembre 2010 à 85 ans.
- L'auteur-compositeur et multi-instrumentiste Nick Rattigan (1992-) y est né.
- Céline Dion y a habité.